# Транс-Стильбен
транс-Стильбен (англ. trans-stilbene, (E)-stilbene) — ароматический углеводород из группы диарилэтиленов. Представляет собой транс-изомер молекулы этилена с двумя фенильными группами в положении 1 и 2.

## Изомеры
Двойная связь определяет цис-транс-изомерию молекулы стильбена. Цис-изомер является менее устойчивым из-за пространственных затруднений, вызванных близостью фенильных групп, что определяет значительное отличие в свойствах изомеров (например, транс-стильбен в стандартных условиях является кристаллическим веществом, а цис-изомер жидкостью). Под действием освещения изомеры способны переходить друг в друга.

Изомеризация стильбена под действием излучения

## Синтез
Классический лабораторный метод синтеза транс-стильбена — восстановление бензоина амальгамой цинка (получаемой in situ из цинковой пыли и HgCl2) в смеси этанола и соляной кислоты, выход составляет 53–57%:
| Бензоин | →              |
| Бензоин | транс-Стильбен |

## Применение
Стильбен применяется в производстве красителей, например таких как бриллиантовый жёлтый или хризофенин. Производные стильбенов (триазинстильбены и дифенилстилбены) используются как усилители яркости (красители, поглощающие в ультрафиолетовом диапазоне и испускающие в видимом синем). Активная среда в лазерах на красителях. Кристаллы транс-стильбена используются в сцинтилляционных счётчиках.

## В природе
Многие производные стильбена образуются в растениях. К таковым, например, относятся растительные антиоксиданты ресвератрол и птеростильбен.